# レンピーラ県
レンピーラ県（Lempira）は、18あるホンジュラスの県のひとつである。県都はグラシアスである。ホンジュラス西部に位置し、海に面していない。県名は、レンカ族の首長で、16世紀初頭にスペイン人征服者に抵抗した勇士であるレンピラを由来とする。
レンピーラ県は岩がちな山岳地帯で、ホンジュラスの国内他地域から離れている。ホンジュラスの最高峰であるミナス山はこの県にある。

## 歴史
グラシアスは、スペイン植民地時代には重要な行政の中心地だったが、その後グアテマラのアンティグアに行政機能が移動した。
1943年まではグラシアス県（Gracias）という名称であった。

## 地勢
- 人口　277,910人（2005年）
- 面積　4,290 km²

## 隣接する県
- サンタ・バルバラ県
- インティブカ県
- カバーニャス県
- チャラテナンゴ県
- オコテペケ県
- コパン県

## 主な市町村
1. グラシアス
2. エランディケ
3. ラ・イグアラ
4. ピラエラ
5. サン・アンドレス
6. サン・ラファエル